# Hostivařský hřbitov
Hostivařský hřbitov se nachází v Praze 10 v městské čtvrti Hostivař v ulici K Jezeru. Na rozloze 0,44 ha bylo v roce 1999 evidováno 151 hrobek, 474 hroby a 237 urnových hrobů.

## Dějiny
V Hostivaři byl původně hřbitov u tamního kostela. Ten byl však zrušen dekretem Josefa II.
Na počátku 19. století byl vybudován hřbitov nový. Ten je rozdělen na dvě části, v obou se nacházejí secesní plastiky pocházející z přelomu 19. a 20. století. Do starší části byly od kostela přeneseny některé náhrobky, v parku jsou hroby obětí Květnového povstání v roce 1945 a pomník padlým během války, jehož autorem je hostivařský sochař Vendelín Zdrůbecký. Součástí hřbitova je márnice, na které je nápis „MDCCCLXXIX – PODN. A. Š. STV. J.Č.“
Hostivařský hřbitov spravuje příspěvková organizace Hřbitovy a pohřební služby hl. m. Prahy, Hřbitovní správa Vinohrady.

## Pochované osobnosti
Ze známých osobností jsou na hřbitově pohřbeni československý politik Antonín Švehla, plukovník Bohuslav Mráz, kněz Xaver Dvořák a básník F. X. Šalda.